# Energia nucleare in Brasile
Nel 2011 l'energia nucleare in Brasile ha generato il 3,2% dell'energia elettrica prodotta in totale nel Paese.
A giugno 2010, è presente in questa nazione 1 centrale nucleare in funzione che dispone di due reattori operativi e uno in costruzione.
Non vi sono centrali  chiuse.

## Storia
Il Brasile è stata storicamente una nazione che è dipesa dalla fonte idroelettrica per il suo fabbisogno elettrico. Nel 1970 il governo brasiliano decise di intraprendere lo sviluppo dell'energia nucleare, fu assegnato il contratto alla Westinghouse per un reattore presso il sito di Angra, fra Rio de Janeiro e San Paolo. Nel 1975 il governo decise di diventare completamente autosufficiente nella tecnologia nucleare, firmando un accordo con la Germania Ovest per la fornitura di 8 unità da 1300 MW in 15 anni. Le prime due unità (Angra 2 e 3) erano da costruire immediatamente, mentre le successive unità in seguito, dopo il trasferimento delle competenze, e dovevano avere il 90% del contenuto tecnologico di provenienza brasiliana. A questo fine furono create la società elettrica statale Nuclebrás ed altre società del ciclo del combustibile.
A causa di problemi economici, tutto il programma nucleare brasiliano si interrompe e viene poi riorganizzato alla fine degli anni ottanta. Nel 1988 la Indústrias Nucleares do Brasil (INB) rileva la Nuclebrás e le altre società del ciclo del combustibile e la responsabilità per la costruzione dei reattori di Angra passa di competenza alla Furnas, una controllata di Eletrobrás. Nel 1995 riprende la costruzione del secondo reattore, tramite l'intervento finanziario di alcune banche tedesche, della Furnas e della Eletrobrás. Nel 1997 viene fondata, dall'unione di Furnas con altre società, l'attuale Eletrobrás Termonuclear (Eletronuclear), una società con l'intera responsabilità di costruzione e gestione degli impianti nucleari brasiliani.
L'impianto di Angra 1 ha sofferto per molti anni di numerosi problemi ai sistemi di generazione, questo ha portato ad una scarsa produttività del reattore. Il secondo reattore è invece stato finito nel 2000 a causa di problemi finanziari e di un aumento della domanda elettrica inferiore a quanto preventivato. L'impianto 3 è stato iniziato nel 1984, ma sospeso prima dell'inizio effettivo della costruzione nel 1986, nel corso del 2006 il governo brasiliano ha annunciato il completamento del reattore, fra il marzo ed il luglio 2009 sono state concesse la valutazione di impatto ambientale e tutte le altre approvazioni per il progetto. La licenza di costruzione è stata rilasciata nel mese di maggio 2010 dal Comissão Nacional de Energia Nucleare (CNEN), i lavori sono quindi ripresi all'inizio del giugno 2010. Attualmente, l'energia prodotta dagli impianti nucleari esistenti è circa 1.5 volte più costosa di quella prodotta dalle centrali idroelettriche oggi funzionanti, mentre l'energia prodotta da Angra 3 dovrebbe essere circa 2 volte più costosa dell'idroelettrico, quindi al pari con il carbone e più economica del gas, le proiezioni dei prezzi nei prossimi anni affermano che comprendere questo reattore nella rete brasiliana diminuirà leggermente i prezzi.

## Programma nucleare militare
Presso il Centro Tecnológico da Marinha em São Paulo (CTMSP) è in fase di sviluppo un reattore per la propulsione navale. Questo progetto era stato previsto per fornire energia, tramite piccoli reattori, al nord-est del paese. Il progetto per il reattore navale è di avere un reattore da 11 MW operativo nel 2014, utilizzare uranio a basso arricchimento, ed essere quindi utilizzato in un sottomarino nel 2021; l'IAEA ed il dipartimento brasiliano-argentino per il controllo dei materiali nucleari ABACC pensano che tutto il progetto dovrebbe essere completato nel corso del 2011.

## Programma nucleare futuro
Nel novembre 2006 il governo brasiliano ha annunciato piani per il completamento di Angra 3, nonché la costruzione di quattro ulteriori reattori da 1000 MW su due siti a partire dal 2015. I piani per le due future centrali sono di averne una nel nord-est del paese ed una nel sud-est (non distante dal sito di Angra). Sono al vaglio principalmente tre tipologie di reattori, l'americano AP1000, il franco-giapponese Atmea ed il russo VVER1000.
A metà 2012 il governo ha deciso di sospendere la creazione di nuovi impianti almeno fino a 2021, ma confermando i progetti in corso d'opera (Angra 3). Secondo il segretario-esecutivo del ministero dell'Energia, Marcio Zimmermann, questo non significa che il Paese abbia abbandonato i progetti di costruzione di nuove centrali, ma che le stesse a breve termine non saranno più necessarie: «Nei prossimi anni - ha detto Zimmermann - la produzione di energia sarà garantita da centrali idroelettriche, oltre a fonti alternative come biomassa, eolico e piccole centrali nucleari, tra le altre opzioni possibili»

## Ciclo del combustibile
Ad inizio degli anni ottanta la marina militare brasiliana intraprese un programma per lo sviluppo di reattori navali e lo sviluppo di centrifughe per l'arricchimento (simili alle centrifughe sviluppate dalla Urenco), presentandosi quindi per questa parte un pericolo di proliferazione nucleare. Di questo programma rimane un impianto dimostrativo (Aramar Experimental Center)che è in grado di produrre uranio con arricchimento al 10%, cioè sfruttabile per la propulsione sottomarina. Utilizzando le conoscenze acquisite con l'impianto di Aramar, si sviluppò il progetto con la costruzione di un impianto industriale a Resende per soddisfare il programma nucleare civile. L'impianto, costato 170 milioni$ e con una capacità di 115.000SWU, è entrato in funzione a metà 2009; si prevede un suo successivo ampliamento fino a 200.000SWU
La fabbricazione del combustibile è presso un complesso a Resende, la sua capacità di fabbricazione è di 280t annuali di elementi di combustibile.

## Reattori di ricerca
La CNEN è responsabile di tutto il ciclo del combustibile, della tecnologia dei reattori e della gestione dei radioisotopi. Sono presenti cinque centri di ricerca nucleare, che effettuano vari lavori di ricerca e sviluppo, all'Instituto de Pesquisas Energéticas e Nucleares (IPEN) di San Paolo sono presenti due reattori di ricerca ed un ciclotrone per la produzione di radioisotopi.

## Gestione dei rifiuti e depositi geologici
Il CNEN è responsabile per il trattamento e la conservazione dei rifiuti radiologici. Si prevede che un sito di lunga giacenza sarà costruito presso il sito di Angra. Il combustibile usato è mantenuto nel sito, in attesa di una decisione sul riprocessamento o sul condizionamento diretto.

## Produzione di uranio
Il Brasile è un produttore di uranio, con circa 300t annuali, la sua produzione storica ammonta a 2.068tU al 2006. Possiede risorse uranifere, pari a 278.400t di Uranio a <130$/kg nel "Red Book" del 2007.
I tre depositi principali sono: Poços de Caldas (stato di Minas Gerais, chiusa nel 1997); Lagoa Real o Caetité (stato di Bahia, operativo dal 1999 e con capacità 340tU/y, con aumento a 670tU/y nel 2012), e Itataia, ora chiamato Santa Quitéria (stato di Ceará, sottoproduzione da estrazione di fosfato, ed avvio previsto a metà 2012 e con una produzione di 680tU/y). Tutto il minerale estratto è per uso nazionale, con conversione ed arricchimento operati all'estero.
Nel 2008 la Indústrias Nucleares do Brasil ha fatto un accordo con il produttore di fertilizzanti Galvani per produrre uranio come sottoprodotto dall'estrazione dei fosfati di Santa Quitéria, la produzione è prevista iniziare nel 2012 con una produzione di 1270tU/y. Le riserve sono stimate, a seconda delle fonti, fra 76.000 e 140.000t

## Centrali nucleari
Tutti i dati della tabella sono aggiornati a agosto 2010
| Reattori operativi |                    |           |                    |                                    |                                   |                        |
| Centrale | Potenza netta (MW) | Tipologia | Inizio costruzione | Allacciamento alla rete            | Produzione commerciale            | Dismissione (prevista) |
| Angra (reattore 1) | 609                | PWR       | 1º maggio 1971     | 1º aprile 1982                     | 1º gennaio 1985                   |                        |
| Angra (reattore 2) | 1275               | PWR       | 1º gennaio 1976    | 21 luglio 2000                     | 1º febbraio 2001                  |                        |
| Totale: 2 reattori per complessivi 1.884 MW |                    |           |                    |                                    |                                   |                        |
| Reattori in costruzione |                    |           |                    |                                    |                                   |                        |
| Centrale | Potenza netta (MW) | Tipologia | Inizio costruzione | Allacciamento alla rete (previsto) | Produzione commerciale (prevista) | Costo (stimato)        |
| Angra (reattore 3) | 1245               | PWR       | 1º giugno 2010     |                                    | 30 dicembre 2018                  | 4.94 miliardi$         |
| Totale: 1 reattori per complessivi 1245 MW |                    |           |                    |                                    |                                   |                        |
| Reattori pianificati ed in fase di proposta |                    |           |                    |                                    |                                   |                        |
| Totale programmati: 0 reattori per complessivi 0 MW Totale proposti: 4 reattori per oltre 4000 MW complessivi                                                       |                    |           |                    |                                    |                                   |                        |
| Reattori dismessi |                    |           |                    |                                    |                                   |                        |
| Nessuno |                    |           |                    |                                    |                                   |                        |
| NOTE: - La normativa in vigore prevede la possibilità di sostituzione e/o aumento del parco reattori al termine del ciclo vitale degli impianti ancora in funzione. |                    |           |                    |                                    |                                   |                        |